# فيليب الخازن
فيليب حنا الخازن (12 يونيو 1921 - 6 مارس 1996) هو أستاذ في الطب وسياسي لبناني من قرية غوسطا في قضاء كسروان. انتخب نائباً في البرلمان عن منطقة كسروان من 1968 إلى 1972 في عهد شارل حلو. حصل على وسام جوقة الشرف من رتبة ضابط من الرئيس جيسكار ديستان وحاصل أيضًا على وسام الأرز من رتبة فارس.

## النشأة
ولد الخازن في 12 يونيو 1921 في بلدة غوسطا لعائلة لبنانية مسيحية، وهو ابن الطبيب حنا الخازن، والأميرة سامية شهاب ابنة الأمير مالك شهاب، وله شقيقان هما مالك وفريد.

### تعليم
حائز على جائزة اليسوعيين في بيروت، بدأ دراسة الطب في جامعة القديس يوسف في بيروت حيث حصل على الدكتوراه عام 1945. تخصص في علم الأمراض الطبية في فرنسا عام 1946، وهو الموضوع الذي قام بتدريسه. أصبح كبير أطباء مستشفى الجعيتاوي الذي أسسه والده عام 1927. أدار المستشفى لسنوات عديدة وساهم في تجديده. ترأس اللجنة الطبية بالمستشفى قبل أن يصبح رئيساً لمجلس الإدارة من عام 1952 إلى عام 1987.

## الحياة السياسية
انتخب الخازن نائباً لمجلس النواب اللبناني في تشرين الأول/أكتوبر 1968 ضمن قائمة الائتلاف الثلاثي الذي يضم الأحزاب المسيحية الرئيسية، بحصوله على 18200 صوت في كسروان مقابل القائمة المنسجمة مع سياسة الرئيس السابق فؤاد الشهاب. وفي العام 1969، شارك في تأسيس الرابطة المارونية وأصبح نائباً لرئيسها. ثم انضم سنة 1970 إلى الجمعية الدولية للبرلمانيين الفرانكوفونيين، وشارك في اجتماعاتها إلى جانب الرئيس السابق شارل حلو.

## الحياة الشخصية
تزوج الخازن من رينيه كميل عقل عام 1951. ابنة رجل أعمال مهاجر وعضو سابق في البرلمان، كانت رائدة في هندسة المناظر الطبيعية في لبنان في نهاية الستينيات، بما في ذلك المشاريع المنفذة دوليًا، خاصة في أمريكا اللاتينية وأوروبا والشرق الأوسط. ترأس منظمة الصليب الأحمر اللبناني عام 1969، وشرع في إعادة تأهيل مدينة جونيه. لديهم طفلان، جان فيليب وندى.